# Nigel Spivey

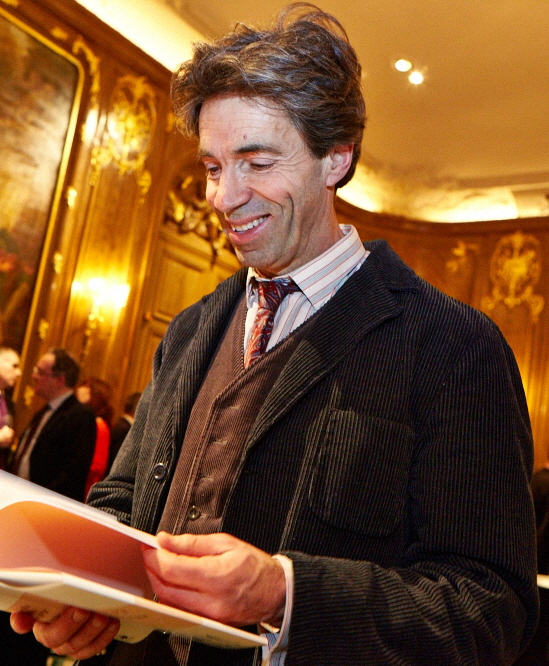
Nigel Spivey

Nigel Jonathan Spivey (* 16. Oktober 1958) ist ein britischer Klassischer Archäologe.
Spivey studierte an der Universität Cambridge, wo er 1985 bei Robert Manuel Cook mit einer Arbeit über den etruskischen Micali-Maler promoviert wurde. Er lehrte an der University of Wales, Lampeter und lehrt heute als Fellow des Emmanuel College Klassische Archäologie an der Universität Cambridge.

## Veröffentlichungen (Auswahl)
- The Micali Painter and his Followers. Oxford University Press, Oxford 1987 (Dissertation)
- mit Tom Rasmussen: Looking at Greek Vases. 1990
- Understanding Greek Sculpture. 1996 (erhielt den Runciman Award)
- Etruscan Art. 1997
- Greek Art & Ideas. 1997
- Enduring Creation: Art, Pain, and Fortitude. 2001
- The Ancient Olympics. War minus the shooting. 2004
- mit Michael Squire: Panorama of the Classical World. 2004
- Songs on Bronze: The Greek Myths Made Real. 2005